# Tepuihyla aecii
Espèce
Statut de conservation UICN

 NT  : Quasi menacé
Tepuihyla aecii est une espèce d'amphibiens de la famille des Hylidae.

## Répartition
Cette espèce est endémique de l'État d'Amazonas au Venezuela. Elle se rencontre à 2 150 m d'altitude sur le cerro Duida,.

## Étymologie
Cette espèce est nommée en l'honneur de l'Agencia Española de Cooperación Internacional.

## Publication originale
- Ayarzagüena, Señaris & Gorzula, 1993 "1992" : Un neuvo genero para las especies del "grupo Osteocephalus rodriguezi" (Anura: Hylidae). Memoria de la Sociedad de Ciencias Naturales La Salle, vol. 52, no 138, p. 213-221.